# وائل التوكابري
وائل التوكابري هو مذيع إذاعة وتلفزيون تونسي يقدم البرامج في شمس أف أم وقدم برنامج لقاء خاص في التونسية خلفا لعلاء الشابي.